# 琳达·埃文斯
琳达·埃文斯（英語：Linda Evans，1942年11月18日—），美国女演员。曾获得金球奖剧情类剧集最佳女主角。